# Luther (luchador)
Len Olson (30 de octubre de 1968) es un luchador profesional semirretirado canadiense que actualmente firmó con All Elite Wrestling, más conocido por los nombres de Dr. Luther y Lenny St. Clair. Olson es conocido por sus apariciones en Japón para Frontier Martial-Arts Wrestling , WAR e IWA Japan en la década de 1990.

## Carrera profesional de lucha libre

### Carrera temprana (1988–1992)
Nacido y criado en Calgary, Olson fue criado con Stampede Wrestling. Fue entrenado por Keith Hart en Hart Dungeon. El 12 de abril de 1991, Olson perdió ante Chris Jericho en CNWA. Continuó luchando en Calgary hasta 1992. En 1992 estaba programado en un partido del Campeonato Takes All Winner contra Phil "The Germinator" Johnson. Lamentablemente, el Dr. Luther fue noqueado debido a un vientre suplementario perfectamente ejecutado.

### Frontier Martial-Arts Wrestling (1992–1994)
En 1992, Olson fue invitado a una gira por Japón con la promoción Frontier Martial-Arts Wrestling. Decidido a desarrollar un personaje para sí mismo, Olson se puso una camisa de fuerza y una máscara facial y adoptó el nombre de anillo "Dr. Luther". Como Dr. Luther, Olson arrojaría sillas y se encontraría con la audiencia, convirtiéndose rápidamente en un luchador popular y temido. 
Olson se asoció con el Dr. Hannibal (Steve Gillespie). Se peleaba con muchos japoneses como Tarzán Goto, Hayabusa, el Sr. Gannosuke y Atsushi Onita. Se peleaba con otros luchadores como Sabu, The Sheik y Mike Awesome, conocido como Gladiador. En febrero de 1993, él y el Dr. Hannibal se unieron al equipo original de Canadá, que incluía The Gladiator, Big Titan y Ricky Fuji.
En 1992, Olson celebró el Campeonato mundial de peso semipesado AWA. 
El 5 de mayo de 1993, el Dr. Luther y Hannibal Lector (Dr. Hannibal) perdieron ante Sabu y el tío de Sabu, The Sheik . Más tarde, luchó como el canadiense enmascarado (el viejo personaje enmascarado de Roddy Piper en NWA Hollywood Wrestling). El 23 de julio, el canadiense enmascarado derrotó al jeque por descalificación. Luego, el 26 de julio, Sabu derrotó al canadiense enmascarado. El 30 de julio, derrotó a Hayabusa.
En 1994, Olson dejó Japón y luchó en varias promociones. En 2001 regresó a FMW y ganó los títulos de equipo con el ADN de Biomonster.

### WAR e IWA Japón (1995–1997)
En julio de 1995, Olson apareció con la promoción japonesa WAR. Regresó a la promoción en marzo de 1996, haciendo equipo regularmente con Big Titan.
Regresó a Japón en 1996 y se asoció con Freddy Kruger Doug Gilbert hasta 1997.

### Circuito independiente (1997–2020)
En agosto de 1998, el Dr. Luther compitió en dos partidos por Extreme Championship Wrestling perdiendo ante Mike Awesome y Tommy Rogers .
El 26 de agosto de 2000, Olson era un corredor en el Campeonato Mundial de Lucha Libre 's WCW por todo el mundo como Mad Jack perder a Vampiro.
En 1998, el Dr. Luther hizo su debut en Elite Canadian Championship Wrestling (ECCW) con sede en Columbia Británica. En abril de 2000 perdió contra Kurrgan. El 23 de noviembre de 2000, Luther ganó el título ECCW Heavyweight al derrotar al Juggernaut. Mantuvo el título durante 373 días hasta que lo perdió ante Chance Beckett el 1 de diciembre de 2001. Durante el reinado del título, Luther retuvo sus títulos al derrotar a Sabu, Tommy Dreamer y Christopher Daniels. Se fue en 2002.
Después de que ECCW Luther dejó la compañía en 2002 y se fue a otros independientes. Se detuvo en Portland, Oregon, luchando por Portland Wrestling. Perdió ante Raven el 3 de septiembre de 2004. Su último feudo fue con Skag Rollins. En 2006 se retiró de la lucha libre.
En 2009 regresó a la lucha libre en Marysville, Washington. En 2011 luchó en Hollywood como el padre Dante. En 2016, el Dr. Luther regresó a la lucha libre en ECCW.

### All Elite Wrestling (2020-presente)
El Dr. Luther firmó con All Elite Wrestling a fines de 2019. En la edición de AEW Dynamite del 8 de enero de 2020, Luther hizo su primera aparición en televisión durante un partido por el Campeonato Mundial Femenino de AEW entre Riho y Kris Statlander como el cuarto miembro del heel stable Nightmare Collective (que consistía en Awesome Kong, Brandi Rhodes y Mel). Sin embargo, el ángulo fue mal recibido por los fanáticos y se abandonó en febrero después de que Kong dejó la promoción para filmar la última temporada de GLOW. Luther hizo su debut en el ring para la promoción en la edición del 28 de febrero de AEW Dark en un esfuerzo ganador contra Sonny Kiss.

## Campeonatos y logros
- Canadian Rocky Mountain Wrestling
  - CRMW Mid-Heavyweight Championship (2 veces)

- DOA Pro Wrestling
  - DOA Heavyweight Championship (1 vez)

- Elite Canadian Championship Wrestling
  - ECCW Championship (1 vez)
  - ECCW Tag Team Championship (3 veces) – con Incubus (2 veces) y Juggernaut (1 vez)

- Frontier Martial-Arts Wrestling
  - AWA World Light Heavyweight Championship (1 vez)

- Indigenous Wrestling Alliance
  - IWA Heavyweight Championship (1 vez)

- North American Wrestling
  - NAW Heavyweight Championship (2 veces)

- West Coast Championship Wrestling
  - WCCW Heavyweight Championship	(1 vez)

- Western Canada Extreme Wrestling
  - WCEW Tag Team Championship (1 vez) – con Juggernaut